# Xã Harmony, Quận Cass, Bắc Dakota
Xã Harmony (tiếng Anh: Harmony Township) là một xã thuộc quận Cass, tiểu bang Bắc Dakota, Hoa Kỳ. Năm 2010, dân số của xã này là 81 người.